# Puchar Polski kobiet w piłce nożnej 2004/05, grupa opolska
Puchar Polski kobiet w piłce nożnej w sezonie 2004/05, grupa: opolska
I runda - 29 sierpnia 2004
Kluby: Rolnik Biedrzychowice i Tęcza Kietrz/Kozłówki awansowały dalej bez gry.
Unia Opole - Unia Racibórz 1:2
Dragon Miszkowice - Ziemia Lubińska Szklary Górne 0:1
II runda - 22 września 2004
Rolnik Biedrzychowice - Tęcza Kietrz/Kozłówki 1:2
Unia Racibórz - Ziemia Lubińska Szklary Górne 3:0- walkower
Finał - 11 listopada 2004
Unia Racibórz - Tęcza Kietrz/Kozłówki 2:1